# Coppa Italia Serie D 2022-2023
La Coppa Italia Serie D 2022-2023 è stata la ventitreesima edizione della manifestazione organizzata dalla Lega Nazionale Dilettanti.

## Partecipanti
Il quadro complessivo delle 166 squadre partecipanti corrisponde a quelle iscritte al campionato di Serie D 2022-2023. La competizione si svolge interamente a eliminazione diretta ed ha preso il via il 20 agosto 2022.

## Regolamento
Come già dalla precedente edizione, tutti i turni sono a eliminazione diretta in gara unica. 76 squadre disputano il turno preliminare e le 38 vincenti accedono al primo turno (sessantaquattresimi di finale) dove raggiungono le 90 squadre esentate dal turno preliminare. Alcuni accoppiamenti del turno preliminare e del primo turno coinvolgenti club siciliani sono stati posticipati in attesa della decisione del TAR Lazio che l'8 settembre 2022 ha definitivamente escluso il Giarre dal campionato di Serie D e quindi anche da questa competizione.
Come di consueto, in caso di parità al termine dei 90 minuti regolamentari, si procede all’effettuazione dei tiri di rigore per determinare la squadra vincitrice (non sono quindi previsti tempi supplementari).
Il fattore campo è determinato per sorteggio nel turno preliminare, nel primo turno e nei trentaduesimi di finale. Nei sedicesimi di finale, negli ottavi di finale e nei quarti di finale, invece, gioca in casa la squadra che nel turno precedente ha giocato in trasferta e viceversa, procedendosi col sorteggio solo nel caso di sfida tra due squadre che, nel turno precedente, abbiano giocato entrambe in casa oppure entrambe in trasferta. Nelle semifinali il fattore campo torna ad essere deciso esclusivamente per sorteggio, mentre la finale si disputa in campo neutro. Gli accoppiamenti di tutti i turni sono guidati da criteri di vicinanza geografica.

## Date
| Fase              | Turno                   | Date                                             |                                                  |
| ----------------- | ----------------------- | ------------------------------------------------ | ------------------------------------------------ |
| Turno preliminare | Turno preliminare       | 20-21 agosto, 14-24 settembre 2022               | 20-21 agosto, 14-24 settembre 2022               |
| Turno preliminare | Primo turno             | 27-28-29 agosto, 4 settembre, 19-26 ottobre 2022 | 27-28-29 agosto, 4 settembre, 19-26 ottobre 2022 |
| Fase finale       | Trentaduesimi di finale | 1-2-9-16 novembre 2022                           | 1-2-9-16 novembre 2022                           |
| Fase finale       | Sedicesimi di finale    | 30 novembre, 7-14 dicembre 2022, 4 gennaio 2023  | 30 novembre, 7-14 dicembre 2022, 4 gennaio 2023  |
| Fase finale       | Ottavi di finale        | 11-18-25 gennaio, 1 febbraio 2023                | 11-18-25 gennaio, 1 febbraio 2023                |
| Fase finale       | Quarti di finale        | 22 febbraio, 8 marzo 2023                        | 22 febbraio, 8 marzo 2023                        |
| Fase finale       | Semifinali              | 23-26 marzo 2023                                 | 23-26 marzo 2023                                 |
| Fase finale       | Finale                  | 28 maggio 2023                                   | 28 maggio 2023                                   |

## Calendario

### Turni eliminatori

#### Turno preliminare
Sono 76 le squadre impegnate per il preliminare: le trentasei neopromosse dai campionati di Eccellenza; le sette retrocesse dal campionato di Serie C; 32 società classificatesi al termine della Stagione Sportiva 2021/2022 dall'11º al 16º posto nei gironi a 18 squadre, dal 13º al 18º per quelli a 20 club (con eccezione del Cartigliano in quanto meglio posizionato in Coppa Disciplina); la società iscritta in sovrannumero (Catania). Le formazioni qualificate al turno successivo sono indicate in grassetto.
| Squadra 1            | Risultato       | Squadra 2               |
| -------------------- | --------------- | ----------------------- |
| 20 agosto 2022       |                 |                         |
| Grosseto             | 0 - 1           | Orvietana               |
| 21 agosto 2022       |                 |                         |
| Portogruaro          | 1 - 1 (5-4 dtr) | Torviscosa              |
| Levico               | 2 - 0           | Virtus Bolzano          |
| Villafranca Veronese | 2 - 2 (2-3 dtr) | Sona                    |
| Este                 | 2 - 0           | Montecchio              |
| Legnago              | 2 - 2 (5-4 dtr) | Lumezzane               |
| Fanfulla             | 2 - 1           | Sant'Angelo             |
| Ponte San Pietro     | 0 - 2           | Villa Valle             |
| Giana Erminio        | 5 - 0           | Stresa Vergante         |
| Real Calepina        | 0 - 1           | Varesina                |
| Seregno              | 0 - 1           | Castanese               |
| Pinerolo             | 0 - 0 (3-5 dtr) | Chisola                 |
| Fossano              | 1 - 0           | PDHAE                   |
| Ligorna              | 2 - 0           | Asti                    |
| Fezzanese            | 1 - 0           | Tau Altopascio          |
| United Riccione      | 1 - 1 (5-4 dtr) | Corticella              |
| Bagnolese            | 2 - 1           | Salsomaggiore           |
| Pistoiese            | 2 - 1           | Ponsacco                |
| Real Forte Querceta  | 2 - 1           | Ghiviborgo              |
| Scandicci            | 1 - 1 (4-3 dtr) | Terranuova Traiana      |
| Fano                 | 1 - 0           | Vigor Senigallia        |
| Porto d'Ascoli       | 2 - 1           | Avezzano                |
| Lupa Frascati        | 2 - 0           | Pomezia                 |
| Tivoli               | 2 - 0           | Real Monterotondo Scalo |
| Atletico Uri         | 2 - 1           | Ilvamaddalena           |
| Vastogirardi         | 4 - 1           | Termoli                 |
| Cassino              | 1 - 1 (2-3 dtr) | Gladiator               |
| Paganese             | 0 - 0 (3-4 dtr) | Puteolana               |
| Angri                | 0 - 0 (8-7 dtr) | Palmese                 |
| Barletta             | 1 - 0           | Matese                  |
| Lavello              | 2 - 2 (4-1 dtr) | Casarano                |
| Nardò                | 1 - 1 (3-1 dtr) | Martina                 |
| Matera               | 0 - 1           | Team Altamura           |
| Locri                | 2 - 3           | Vibonese                |
| Castrovillari        | 1 - 2           | San Luca                |
| Sancataldese         | 0 - 0 (7-6 dtr) | Catania                 |
| 14 settembre 2022    |                 |                         |
| Livorno              | 1 - 1 (4-2 dtr) | Sangiovannese           |
| 24 settembre 2022    |                 |                         |
| Ragusa               | 1 - 1 (9-8 dtr) | Canicattì               |

#### Primo turno
Il primo turno prevede la disputa di n. 64 gare di sola andata riservato alle seguenti squadre: 38 vincenti il turno preliminare; 90 aventi diritto.
| Squadra 1                 | Risultato       | Squadra 2           |
| ------------------------- | --------------- | ------------------- |
| 27 agosto 2022            |                 |                     |
| Correggese                | 1 - 0           | Forlì               |
| Scandicci                 | 1 - 1 (4-5 dtr) | Prato               |
| FC Francavilla            | 2 - 2 (4-2 dtr) | Angri               |
| 28 agosto 2022            |                 |                     |
| Cjarlins Muzane           | 4 - 0           | Portogruaro         |
| Dolomiti Bellunesi        | 3 - 0           | Levico              |
| Sona                      | 0 - 2           | Caldiero            |
| Cartigliano               | 3 - 5           | Este                |
| Legnago                   | 2 - 0           | Luparense           |
| Montebelluna              | 2 - 1           | Mestre              |
| Campodarsego              | 0 - 3           | Union Clodiense CS  |
| Adriese                   | 3 - 1           | Ravenna             |
| Crema                     | 1 - 0           | Fanfulla            |
| Breno                     | 2 - 2 (6-5 dtr) | Villa Valle         |
| Alcione                   | 4 - 1           | Folgore Caratese    |
| Città di Varese           | 0 - 0 (6-5 dtr) | Legnano             |
| Castellanzese             | 1 - 1 (3-4 dtr) | Arconatese          |
| Casatese                  | 0 - 1           | Franciacorta        |
| Virtus CiseranoBergamo    | 1 - 1 (5-3 dtr) | Brusaporto          |
| Desenzano                 | 2 - 2 (2-4 dtr) | Varesina            |
| Caronnese                 | 1 - 1 (9-8 dtr) | Castanese           |
| Gozzano                   | 0 - 1           | Giana Erminio       |
| Bra                       | 1 - 0           | Sanremese           |
| Chieri                    | 0 - 1           | Chisola             |
| Vado                      | 0 - 1           | Ligorna             |
| Fossano                   | 0 - 1           | Derthona            |
| Borgosesia                | 0 - 1           | Casale              |
| United Riccione           | 1 - 0           | Sammaurese          |
| Lentigione                | 1 - 2           | Bagnolese           |
| Carpi                     | 1 - 0           | Mezzolara           |
| Seravezza                 | 5 - 3           | Real Forte Querceta |
| Pistoiese                 | 2 - 1           | Aglianese           |
| Pianese                   | 0 - 1           | Poggibonsi          |
| Fezzanese                 | 0 - 1           | Sestri Levante      |
| Follonica Gavorrano       | 2 - 3           | Orvietana           |
| Sambenedettese            | 0 - 0 (3-5 dtr) | Tolentino           |
| Fano                      | 1 - 1 (4-1 dtr) | Montegiorgio        |
| Pineto                    | 1 - 0           | S.N. Notaresco      |
| Chieti                    | 0 - 1           | Porto d'Ascoli      |
| Vastogirardi              | 1 - 0           | Pro Vasto           |
| Montespaccato             | 0 - 1           | Trastevere          |
| Flaminia CivitaCastellana | 3 - 0           | Vis Artena          |
| Lupa Frascati             | 2 - 0           | Ostia Mare          |
| Cynthialbalonga           | 1 - 3           | Tivoli              |
| Aprilia                   | 1 - 3           | Roma City           |
| Arzachena                 | 2 - 0           | Atletico Uri        |
| Costa Orientale Sarda     | 3 - 2           | Team Nuova Florida  |
| Real Aversa               | 1 - 0           | Gladiator           |
| Sorrento                  | 0 - 1           | Nocerina            |
| Casertana                 | 3 - 0           | Mariglianese        |
| Afragolese                | 2 - 4           | Puteolana           |
| Portici                   | 1 - 1 (5-4 dtr) | Barletta            |
| Nardò                     | 0 - 1           | Lavello             |
| Molfetta                  | 2 - 0           | Bitonto             |
| Fasano                    | 2 - 1           | Brindisi            |
| Team Altamura             | 1 - 1 (5-4 dtr) | Gravina             |
| Cittanova                 | 5 - 1           | San Luca            |
| Vibonese                  | 1 - 3           | Sant'Agata          |
| Trapani                   | 2 - 1           | Licata              |
| Paternò                   | 5 - 0           | Sancataldese        |
| 29 agosto 2022            |                 |                     |
| Città di Castello         | 2 - 2 (3-4 dtr) | Trestina            |
| Cavese                    | 2 - 1           | Nola                |
| 4 settembre 2022          |                 |                     |
| Santa Maria Cilento       | 0 - 2           | Lamezia Terme       |
| 19 ottobre 2022           |                 |                     |
| Livorno                   | 3 - 4           | Arezzo              |
| 26 ottobre 2022           |                 |                     |
| Acireale                  | 3 - 0           | Ragusa              |

### Fase finale

#### Trentaduesimi di finale
| Squadra 1          | Risultato       | Squadra 2                 |
| ------------------ | --------------- | ------------------------- |
| 1º novembre 2022   |                 |                           |
| Varesina           | 0 - 1           | Città di Varese           |
| 2 novembre 2022    |                 |                           |
| Chisola            | 1 - 3           | Bra                       |
| Ligorna            | 2 - 1           | Sestri Levante            |
| Casale             | 0 - 1           | Derthona                  |
| Franciacorta       | 3 - 1           | Breno                     |
| Arconatese         | 3 - 0           | Caronnese                 |
| Giana Erminio      | 2 - 1           | Alcione                   |
| Cjarlins Muzane    | 1 - 2           | Dolomiti Bellunesi        |
| Union Clodiense CS | 2 - 1           | Legnago                   |
| Caldiero           | 1 - 1 (5-6 dtr) | Montebelluna              |
| Este               | 1 - 3           | Adriese                   |
| Carpi              | 1 - 1 (3-5 dtr) | United Riccione           |
| Bagnolese          | 3 - 2           | Correggese                |
| Seravezza          | 3 - 0           | Pistoiese                 |
| Prato              | 1 - 0           | Poggibonsi                |
| Trestina           | 0 - 2           | Orvietana                 |
| Porto d'Ascoli     | 1 - 2           | Pineto                    |
| Tolentino          | 1 - 1 (5-3 dtr) | Fano                      |
| Arzachena          | 0 - 1           | Costa Orientale Sarda     |
| Roma City          | 0 - 3           | Tivoli                    |
| Trastevere         | 2 - 1           | Flaminia CivitaCastellana |
| Puteolana          | 0 - 0 (3-2 dtr) | Molfetta                  |
| Cavese             | 2 - 1           | Vastogirardi              |
| Fasano             | 0 - 1           | Team Altamura             |
| FC Francavilla     | 1 - 0           | Lavello                   |
| Nocerina           | 3 - 3 (3-4 dtr) | Portici                   |
| Sant'Agata         | 1 - 2           | Trapani                   |
| 9 novembre 2022    |                 |                           |
| Crema              | 1 - 1 (5-4 dtr) | Virtus CiseranoBergamo    |
| Lupa Frascati      | 1 - 2           | Arezzo                    |
| Lamezia Terme      | 3 - 0           | Cittanova                 |
| Acireale           | 2 - 0           | Paternò                   |
| 16 novembre 2022   |                 |                           |
| Casertana          | 3 - 2           | Real Aversa               |

#### Sedicesimi di finale
| Squadra 1             | Risultato       | Squadra 2          |
| --------------------- | --------------- | ------------------ |
| 30 novembre 2022      |                 |                    |
| Costa Orientale Sarda | 1 - 0           | Tivoli             |
| 7 dicembre 2022       |                 |                    |
| Bra                   | 2 - 0           | Ligorna            |
| Derthona              | 1 - 1 (3-4 dtr) | Crema              |
| Città di Varese       | 1 - 0           | Franciacorta       |
| Arconatese            | 1 - 3           | Giana Erminio      |
| Dolomiti Bellunesi    | 0 - 0 (5-6 dtr) | Union Clodiense CS |
| Montebelluna          | 1 - 2           | Adriese            |
| United Riccione       | 3 - 1           | Bagnolese          |
| Seravezza             | 2 - 3           | Prato              |
| Orvietana             | 1 - 2           | Arezzo             |
| Pineto                | 5 - 1           | Tolentino          |
| Puteolana             | 1 - 0           | Trastevere         |
| Team Altamura         | 0 - 2           | Cavese             |
| FC Francavilla        | 2 - 0           | Casertana          |
| 14 dicembre 2022      |                 |                    |
| Trapani               | 7 - 0           | Acireale           |
| 4 gennaio 2023        |                 |                    |
| Portici               | 1 - 2           | Lamezia Terme      |

#### Ottavi di finale
| Squadra 1        | Risultato       | Squadra 2             |
| ---------------- | --------------- | --------------------- |
| 11 gennaio 2023  |                 |                       |
| Giana Erminio    | 2 - 0           | Città di Varese       |
| Adriese          | 6 - 0           | Union Clodiense CS    |
| Prato            | 0 - 1           | United Riccione       |
| Arezzo           | 1 - 2           | Pineto                |
| Puteolana        | 2 - 1           | Costa Orientale Sarda |
| 18 gennaio 2023  |                 |                       |
| Crema            | 3 - 1           | Bra                   |
| 25 gennaio 2023  |                 |                       |
| Lamezia Terme    | 1 - 1 (6-5 dtr) | Trapani               |
| 1º febbraio 2023 |                 |                       |
| Cavese           | 1 - 0           | FC Francavilla        |

#### Quarti di finale
| Squadra 1        | Risultato       | Squadra 2     |
| ---------------- | --------------- | ------------- |
| 22 febbraio 2023 |                 |               |
| United Riccione  | 1 - 3           | Adriese       |
| Pineto           | 4 - 1           | Puteolana     |
| Lamezia Terme    | 1 - 1 (3-2 dtr) | Cavese        |
| 8 marzo 2023     |                 |               |
| Crema            | 1 - 2           | Giana Erminio |

#### Semifinali
| Squadra 1     | Risultato | Squadra 2 |
| ------------- | --------- | --------- |
| 23 marzo 2023 |           |           |
| Giana Erminio | 1 - 0     | Adriese   |
| 26 marzo 2023 |           |           |
| Lamezia Terme | 0 - 1     | Pineto    |

#### Finale
| Squadra 1      | Risultato | Squadra 2     |
| -------------- | --------- | ------------- |
| 28 maggio 2023 |           |               |
| Pineto         | 4 - 2     | Giana Erminio |

| Arbitro: | Gavini (Aprilia) |

|                                                     |           |                          |
| Allegretti 27’ (rig.), 42’ Pica 59’ Maio 70’ (rig.) | Marcatori | 4’ Caferri 11’ Fumagalli |